# Light Lake
Der Light Lake ist ein kleiner See im Westen von Signy Island im Archipel der Südlichen Orkneyinseln. Er liegt 300 m östlich des Thulla Point.
Das UK Antarctic Place-Names Committee benannte den See 1975 nach dem britischen Limnologen Jeremy James Light (* 1943), der von 1970 bis 1972 die Station des British Antarctic Survey auf Signy Island geleitet hatte.